# Павлюк Микола Степанович
Мико́ла Степа́нович Павлю́к — голова Конгресу українців Латвії.
В Латвії проживає з 1982 року. Під час подій Євромайдану Конгрес відсилав через посольство України медикаменти. Після початку війни особисто возив ліки та медобладнання військовикам.

## Нагороди
- Відзнака Президента України — ювілейна медаль «25 років незалежності України» (22 серпня 2016) — за вагомий особистий внесок у зміцнення міжнародного авторитету Української держави, популяризацію її історичної спадщини і сучасних надбань та з нагоди 25-ї річниці незалежності України[1]